# Operation Cobra (film)
 For alternative betydninger, se Operation Cobra (flertydig). (Se også artikler, som begynder med Operation Cobra)
Operation Cobra er en dansk film fra 1995, instrueret af Lasse Spang Olsen. Manuskriptet er skrevet af Michael Larsen efter en roman af Anders Bodelsen.

## Medvirkende
- Dejan Cukic
- Robert Hansen
- Solbjørg Højfeldt
- Line Kruse
- Lotte Arnsbjerg
- Thomas Eje
- Søren Østergaard
- Michelle Bjørn-Andersen
- Amalie Ihle Alstrup
- Preben Harris
- Martin Spang Olsen
- Peter Gantzler
- Anders Schoubye